# Ушаков, Евгений Сергеевич
Евге́ний Серге́евич Ушако́в (укр. Євген Сергійович Ушаков; 7 ноября 1989, Одесса, Украинская ССР, СССР) — украинский футболист, нападающий.

## Биография
Воспитанник СДЮШОР «Черноморец» Одесса. Первый тренер — В. О. Голиков. Профессиональную карьеру начинал в дубле «Черноморца». После выступал за любительский «Диджитал». Зимой 2008 года перешёл в дубль луганской «Зари». В мае 2008 года был выставлен на трансфер. В феврале 2009 года перешёл в ФК «Харьков». В Премьер-лиге дебютировал 2 мая 2009 года в матче против клуба «Львов» (2:3), Ушаков вышел на 79 минуте вместо Руслана Платона. В сезоне 2008/09 «Харьков» занял последние место в Премьер-лиге и вылетел в Первую лигу. В период с 2011 по 2012 год Ушаков играл за «Буковину» в Первой лиге Украины.
С 2013 года по 2014 год играл в черкасском «Славутиче». В мае 2014 года «Славутич» пробивается в полуфинал Кубка Украины, где встретился с чемпионом страны — донецким «Шахтёром», к тому же став первым, в истории украинского футбола, представителем второй лиги на этой стадии розыгрыша. Евгений в этом матче вышел на поле на 61-й минуте, и сыграл до его завершения. Победу одержали «горняки» со счетом 3:0 в дополнительное время.
В марте 2015 года стал игроком «Буковины», где играл под 78 номером. Летом 2015 года подписал контракт с «Николаевом», выступающем в Первой лиге Украины. 7 декабря того же года стало известно, что клуб расстался с футболистом. В начале августа 2016 стал игроком «Жемчужины» (Одесса), но уже в декабре того же года покинул команду.

## Достижения
- Полуфиналист Кубка Украины (1): 2013/14
- Победитель Второй лиги Украины (1): 2016/17 (1-я ч. с.)